# Brigata XXVIII marzo
Die Brigata XXVIII marzo ist eine linksextremistische Gruppe von Terroristen. Sie ermordete den Journalisten und Präsident der lombardischen Pressevereinigung, Walter Tobagi, am 28. Mai 1980 in Mailand. Tobagi, ein angesehener Journalist der Zeitung Corriere della Sera, wurde wegen seiner Berichterstattung über den linken Terrorismus und seiner Arbeit als Gerichtsreporter zum Ziel der Gruppe. Er wurde nahe seiner Wohnung erschossen, als er zu Fuß unterwegs war, um zu seinem Auto zu gelangen, mit dem er zur Arbeit fahren wollte. Er war der Vater der Historikerin und Autorin Benedetta Tobagi.
Die Täter waren überwiegend junge Leute aus gutbürgerlichen Mailänder Familien. Die sechs Personen waren Marco Barbone, Paolo Morandini, Mario Marano, Francesco Giordano, Daniele Laus und Manfredi De Stefano. Marco Barbone, der Anführer der Gruppe, war verantwortlich für den tödlichen Schuss auf Tobagi und wurde später als Kronzeuge zu einer reduzierten Strafe verurteilt.
Die weiteren Mitglieder strebten nach Anerkennung durch die kommunistische Untergrundorganisation Rote Brigaden und waren für ihre extremen Gewaltakte bekannt. Francesco Giordano, ein ehemaliges Mitglied, wurde später zu 30 Jahren Haft verurteilt, die in der Berufung auf 21 Jahre reduziert wurden, und kam 2004 nach Verbüßung der vollen Strafe frei.
Giordano blieb auch nach seiner Entlassung aus dem Gefängnis in den Medien präsent, vor allem wegen seiner Teilnahme an einem pro-palästinensischen Protestmarsch in Mailand.